# Лозно-Александровка
Ло́зно-Алекса́ндровка (укр. Лозно-Олександрівка) — посёлок в Сватовском районе Луганской области Украины.
Центр Лозно-Александровского поссовета, в который входят также сёла Алексаполь и Петровка.

## Географическое положение
Расположен на реке Лозной (приток Айдара). Вблизи посёлка находится заказник Лесная Жемчужина.

## История
Слобода Александровская являлась центром Александровской волости Старобельского уезда Харьковской губернии Российской империи.
В 1935 году указом ПВС УССР село Александровка переименовано в Лозно-Александровку.
С 1934 года — административный центр Лозно-Александровского района Донецкой области (до 1938 года); с 1938 по 1959 год Луганской области.
Во время Великой Отечественной войны селение находилось под немецкой оккупацией.
В 1953 году здесь действовали маслозавод, электростанция, средняя школа, Дом культуры и районная машинно-тракторная станция.
В 1959 году Лозно-Александровский район был упразднён.
Посёлок городского типа с 4 июля 1964 года.
В 1973 году здесь действовал комбинат строительных материалов.
В январе 1989 года численность населения составляла 1495 человек.
После провозглашения независимости Украины посёлок оказался на границе с Россией, здесь был открыт пограничный переход, который находится в зоне ответственности Луганского пограничного отряда Восточного регионального управления ГПСУ.
По состоянию на 1 января 2013 года численность населения составляла 970 человек.
По состоянию на 1 января 2019 года численность населения составляла 874 человека

## Транспорт
Посёлок находится в 12 км от ж.-д. станции Солидарный (линия Луганск — Валуйки Донецкой железной дороги).